# Rehobothkerk (Valkenswaard)
De Rehobothkerk was een verenigings- annex protestants kerkgebouw in het Nederlandse Valkenswaard (provincie Noord-Brabant), gelegen aan Gasthuisstraat 2. De architect was Rijkelijkhuizen.
De weinige gereformeerden in Valkenswaard, zeker vanaf begin 20e eeuw aanwezig, bestonden voornamelijk uit marechaussees en ander personeel, dat onder meer de grensbewaking verzorgde. Geleidelijk groeide dit aantal. In 1934 vonden er diensten plaats in een openbare lagere school en vanaf 1936 in een verenigingsgebouw, dat Rehoboth werd gedoopt. Ook enkele hervormde verenigingen hadden hun activiteiten in dit gebouw. Pas in 1943 werd een zelfstandige gereformeerde kerk opgericht, die los van de Eindhovense gereformeerde kerk kwam te staan. Wel moest het pand nog enkele malen worden verlaten, zoals in 1942 toen de bezetter het pand vorderde, en in 1951 toen het door brand werd verwoest.
In 1962 namen de gereformeerden de Ontmoetingskerk in gebruik. In 1963 namen de hervormden het Rehobothgebouw over, verbouwden het en kerkten er weer vanaf 1966. In 1988 werd het gebouw verkocht en kwamen de hervormden over naar de Ontmoetingskerk, die zich uiteindelijk tot PKN-kerk ontwikkelde.